# Astana 2006
Questa voce raccoglie le informazioni riguardanti l'Astana nelle competizioni ufficiali della stagione 2006.
In seguito a cambiamenti di sponsor la squadra assunse quattro denominazioni diverse nel corso dell'anno: Liberty Seguros-Würth fino al 24 maggio, Würth Team fino al 21 giugno, Astana-Würth fino al 3 luglio e Astana fino al termine della stagione.

## Stagione
La squadra ciclistica spagnola partecipò, nella stagione ciclistica 2006, alle gare del circuito UCI ProTour.

## Organico

### Staff tecnico
GM=General Manager, TM=Team Manager.
|  | Naz.                 | Ruolo | Sportivo                        |  |  |  |
|  | -------------------- | ----- | ------------------------------- |  |  |  |
|  | Spagna (bandiera)    | GM    | Pablo Antón                     |  |  |  |
|  | Spagna (bandiera)    | DS    | Manolo Saiz (fino al 21 giugno) |  |  |  |
|  | Australia (bandiera) | DS    | Neil Stephens                   |  |  |  |
|  | Spagna (bandiera)    | DS    | Herminio Díaz                   |  |  |  |
|  | Spagna (bandiera)    | DS    | Juan González Bengoechea        |  |  |  |
|  | Spagna (bandiera)    | DS    | Alberto Leanizbarrutia          |  |  |  |
|  | Spagna (bandiera)    | DS    | Marino Lejarreta                |  |  |  |

### Rosa
|  | Naz.                   |  | Sportivo                   | Anno |  |  |
|  | ---------------------- |  | -------------------------- | ---- |  |  |
|  | Spagna (bandiera)      |  | Carlos Abellán             | 1983 |  |  |
|  | Polonia (bandiera)     |  | Dariusz Baranowski         | 1972 |  |  |
|  | Spagna (bandiera)      |  | Carlos Barredo             | 1981 |  |  |
|  | Kazakistan (bandiera)  |  | Asan Bazaev (dal 3 aprile) | 1981 |  |  |
|  | Spagna (bandiera)      |  | Joseba Beloki              | 1973 |  |  |
|  | Italia (bandiera)      |  | Giampaolo Caruso           | 1980 |  |  |
|  | Spagna (bandiera)      |  | Alberto Contador           | 1982 |  |  |
|  | Australia (bandiera)   |  | Allan Davis                | 1980 |  |  |
|  | Spagna (bandiera)      |  | David Etxebarria           | 1973 |  |  |
|  | Kazakistan (bandiera)  |  | Sergej Jakovlev            | 1976 |  |  |
|  | Germania (bandiera)    |  | Jörg Jaksche               | 1976 |  |  |
|  | Kazakistan (bandiera)  |  | Andrej Kašečkin            | 1980 |  |  |
|  | Australia (bandiera)   |  | Aaron Kemps                | 1983 |  |  |
|  | Paesi Bassi (bandiera) |  | Koen de Kort               | 1982 |  |  |
|  | Spagna (bandiera)      |  | Daniel Navarro             | 1983 |  |  |
|  | Spagna (bandiera)      |  | Isidro Nozal               | 1977 |  |  |
|  | Spagna (bandiera)      |  | Aitor Osa                  | 1973 |  |  |
|  | Spagna (bandiera)      |  | Unai Osa                   | 1975 |  |  |
|  | Portogallo (bandiera)  |  | Sérgio Paulinho            | 1980 |  |  |
|  | Spagna (bandiera)      |  | Javier Ramírez             | 1978 |  |  |
|  | Spagna (bandiera)      |  | José Antonio Redondo       | 1985 |  |  |
|  | Spagna (bandiera)      |  | José Joaquín Rojas         | 1985 |  |  |
|  | Spagna (bandiera)      |  | Eladio Sánchez             | 1984 |  |  |
|  | Spagna (bandiera)      |  | Luis León Sánchez          | 1983 |  |  |
|  | Spagna (bandiera)      |  | Iván Santos                | 1982 |  |  |
|  | Italia (bandiera)      |  | Michele Scarponi           | 1979 |  |  |
|  | Spagna (bandiera)      |  | Marcos Serrano             | 1972 |  |  |
|  | Spagna (bandiera)      |  | Ángel Vicioso              | 1977 |  |  |
|  | Kazakistan (bandiera)  |  | Aleksandr Vinokurov        | 1973 |  |  |

## Palmarès

### Corse a tappe
- Tour Down Under

2ª tappa (Allan Davis)
3ª tappa (Carlos Barredo)
5ª tappa (Allan Davis)
- Parigi-Nizza

6ª tappa (Andrej Kašečkin)
- Tour de Romandie

3ª tappa (Alberto Contador)
- Tour de Suisse

4ª tappa (Angel Vicioso)
8ª tappa (Alberto Contador)
- Deutschland Tour

1ª tappa (Asan Bazaev)
- Vuelta a Burgos

1ª tappa (Aaron Kemps)
- Vuelta a España

8ª tappa (Aleksandr Vinokurov)
9ª tappa (Aleksandr Vinokurov)
10ª tappa (Sérgio Paulinho)
18ª tappa (Andrej Kašečkin)
20ª tappa (Aleksandr Vinokurov)
Classifica generale (Aleksandr Vinokurov)

### Campionati nazionali
- Campionati kazaki

In linea (Andrej Kašečkin)

## Classifiche ProTour
Individuale
Piazzamenti dei corridori dell'Astana-Würth Team nella classifica ProTour individuale 2007.
| Pos. | Ciclista            | Punti |
| ---- | ------------------- | ----- |
| 5    | Andrej Kašečkin     | 156   |
| 14   | Aleksandr Vinokurov | 121   |
| 19   | Jörg Jaksche        | 110   |
| 33   | Alberto Contador    | 75    |
| 71   | Ángel Vicioso       | 35    |
| 93   | Giampaolo Caruso    | 23    |
| 115  | Sérgio Paulinho     | 13    |
| 127  | Allan Davis         | 9     |
| 136  | David Etxebarria    | 7     |
| 176  | Unai Osa            | 3     |
| 179  | Asan Bazaev         | 3     |
| 190  | Aaron Kemps         | 2     |
| 194  | Sergej Jakovlev     | 2     |
| 204  | José Joaquín Rojas  | 1     |

Squadra
L'Astana-Würth Team chiuse in decima posizione con 258 punti.